# Fernando Reyes Garrido
Fernando Reyes Garrido (Granada, 30 de juny de 1877 – Barcelona, 24 de desembre de 1937) va ser un enginyer industrial conegut pels seus plans d'enllaços ferroviaris a Madrid i Barcelona. Va estar també a l'origen del projecte del Ferrocarril Metropolità de Barcelona, la coneguda avui com Línia 1 del metro d'aquesta ciutat.
Nascut a Granada, fill de Manuel Antonio Reyes Clavero i Gumersinda Garrido Fernández, estudià a l'Escola d'Enginyers Industrials de Barcelona. Aquí es casaria amb Teresa Planas Cañameras, establint-se al barri del Putxet. Ben aviat es va posar a treballar com a enginyer civil per a la Compañía de los Caminos de Hierro del Norte de España (també coneguda senzillament com a Norte), una empresa que no deixaria mai. Això el portaria a residir temporalment a Sant Sebastià, durant la primera dècada del segle.
El coneixement de primera mà de la realitat ferroviària espanyola va fer que concebés un pla de millores per als enllaços de Madrid i Barcelona, ciutats que en aquells anys estaven comunicades per una heterogènia varietat de companyies de ferrocarril de capital privat. En el cas barceloní, la primera redacció del pla es remunta al 1912. Ja aleshores comença la seva recerca de patrocinadors i la seva activitat a conferències per tot Espanya. La recepció per part del rei Alfons XIII de tots dos plans, sembla coronar els seus esforços. Però aquest patrocini no comporta una acceleració de les obres tan gran com tal vegada s'esperava. En el cas de la capital catalana, el «pla Reyes» i la seva ambició de portar el nus ferroviari al cor de la ciutat, la plaça Catalunya, aixeca força polèmica, i fins al 1920 no es constitueix la companyia del Ferrocarril Metropolità de Barcelona. El rei hi posa la primera pedra a la plaça d'Espanya, per marcar l'inici de les obres, el 1922. Tot i així, el primer metro de Barcelona, el 1924, seria el d'una altra companyia: el Gran Metro, amb els seus dos quilòmetres que uneixen la plaça de Lesseps amb la de Catalunya. El Ferrocarril Metropolità, que ja començava a anomenar-se «Transversal», pel sentit perpendicular a l'altra línia, trigaria encara dos anys a funcionar, connectant la Bordeta amb el centre de la ciutat.
Però la transversalitat no era només un contrast amb la verticalitat de l'altra línia. Es tractava també d'acostar al centre les perifèries, mitjançant un enllaç ferroviari subterrani que permetés també la proximitat entre elles. L'objectiu, en aquest cas, era connectar l'Hospitalet amb Sant Andreu, el sud-oest amb el nord-est, com a nuclis de població que determinaven el creixement de la ciutat.
A Madrid, per la seva part, les obres de millora dels enllaços trigaven més encara: fins al 1932 no es van aplicar, ja amb la República i sota la direcció d'Indalecio Prieto, les idees de Fernando Reyes que pretenien acabar amb la discontinuïtat de les xarxes ferroviàries que arribaven a la capital d'Espanya. De fet, el ministre nomena Reyes secretari de la Comissió Nacional d'Enllaços Ferroviaris. La inestabilitat política va determinar que novament s'alentissin aquestes obres, mentre que a Barcelona el Transversal arribava efectivament a Santa Eulàlia i a Marina, i els Ferrocarrils del Nord obrien la gran estació de plaça de Catalunya.
La Guerra Civil va fer una víctima més de Fernando Reyes Garrido: el 24 de desembre de 1937 moria per un tret que li havien disparat pel carrer. Tenia 59 anys i vuit fills. Però això no va comportar el final del seus projectes: el 1967 Franco inaugurava una fita del pla d'enllaços, el túnel que connectava les estacions d'Atocha i de Chamartín. I si a hores d'ara passen per la plaça de Catalunya trens cap al sud i cap a Mataró, també és per les diagonals que un dia l'enginyer va traçar als seus plànols. D'aquesta manera, la figura de Reyes s'anticipa al futur amb solucions que ens porten a la interconnexió i la intermodalitat. També és profètic el seu horror pel concepte «estació de terme», o el lema «Madrid, estació de pas», que tant li agradava de repetir. Per no parlar de l'ambició d'adoptar l'ample de via europeu: havia concorregut a l'elecció com a president del Col·legi d'Enginyers amb aquesta proposta, provocant la hilaritat de la premsa.